# Ung thư buồng trứng
Ung thư buồng trứng là một trong những ung thư đường sinh dục thường gặp nhất ở phụ nữ. Ở Mỹ thì đây là ung thư có tỉ suất cao thứ hai sau ung thư thân tử cung và là ung thư đường sinh dục gây tử vong cao nhất cho phụ nữ Mỹ1. Trên toàn thế giới thì ung thư buồng trứng là ung thư đường sinh dục thường gặp thứ hai sau ung thư cổ tử cung, và cũng là ung thư đường sinh dục gây tử vong cao thứ hai sau ung thư cổ tử cung.
Về sinh học ung thư buồng trứng thì có một số điểm đáng chú ý:
- Nguy cơ ung thư liên quan mật thiết đến sự tổn thương của niêm mạc buồng trứng mỗi lần rụng trứng.
- Ung thư buồng trứng thường được chẩn đoán muộn khi bệnh đã lan tràn, gieo rắc vùng chậu và ổ bụng.
- Điều trị ung thư buồng trứng đòi hỏi kết hợp nhiều mô thức điều trị, đó là phẫu trị, hóa trị và xạ trị.

## Đặc điểm dịch tễ
Tại Việt Nam theo số liệu ghi nhận ung thư quần thể2 thì xuất độ ung thư buồng trứng năm 2000 ở Hà Nội là 4,4/100.000 dân và ở Thành phố Hồ Chí Minh là 3,7/100.000 dân.
Một số quốc gia ở Bắc Mỹ và Bắc Âu, phụ nữ có nguy cơ cao. Trái lại tỷ lệ thấp ở Nhật và các quốc gia đang phát triển. Phụ nữ châu Phi ở Mỹ cũng có tỷ lệ mắc bệnh thấp hơn.
Ung thư buồng trứng có thể gặp ở phụ nữ trẻ khoảng lứa tuối 14-15 nhưng tuổi trung bình của ung thư buồng trứng là khoảng 60 tuổi, gặp nhiều ở phụ nữ hậu mãn kinh3, 5.

## Sinh bệnh học
Nguyên nhân của carcinôm buồng trứng chưa được biết rõ ràng, tuy nhiên carcinôm buồng trứng có vẻ phát triển trên những cơ địa đặc biệt:

### Yếu tố nội tiết và tiền căn thai sản
Có những mối liên hệ rõ ràng giữa yếu tố nội tiết và tiền căn thai sản với nguy cơ mắc carcinôm buồng trứng như4:
- Sinh đẻ ít và kinh thưa. Phụ nữ đã từng mang thai sẽ giảm nguy cơ ung thư buồng trứng xuống 2 lần.
- Dùng thuốc kích thích rụng trứng, đặc biệt khi sử dụng kéo dài.
- Thuốc ngừa thai: nhiều nghiên cứu cho thấy thuốc ngừa thai dạng uống có tác dụng bảo vệ đáng kể đối với carcinôm buồng trứng. Nguy cơ mắc carcinôm buồng trứng ở những phụ nữ này chỉ bằng một nửa so với những phụ nữ không sử dụng, tác dụng bảo vệ này kéo dài nhiều năm sau khi ngưng sử dụng.

### Chế độ dinh dưỡng
- Chế độ ăn nhiều mỡ làm tăng khả năng mắc carcinôm buồng trứng: những người có chế độ ăn nhiều chất có lactose như sữa mà thiếu men galactose-1-phosphate uridyltransferase có tăng nguy cơ mắc carcinôm buồng trứng.
- Vitamin A và C dường như có vai trò bảo vệ.

### Yếu tố môi trường
- Trong một số nghiên cứu cho thấy phụ nữ tiếp xúc với bột talc qua bao cao su hoặc giấy vệ sinh có tăng nguy cơ mắc bệnh carcinôm buồng trứng. Tỷ lệ carcinôm buồng trứng cao ở những người có tiền căn dùng phấn thơm ở vùng sinh dục hơn những người không sử dụng4.
- Mối liên hệ giữa tia bức xạ ion và carcinôm buồng trứng còn nhiều bàn cãi. Chưa có bằng chứng rõ ràng về mối liên hệ giữa virus và carcinôm buồng trứng, nhưng có nhiều nghiên cứu đã cho thấy ảnh hưởng của virus như cúm, rubella, quai bị đối với carcinôm buồng trứng.

### Ảnh hưởng của yếu tố di truyền
Carcinôm buồng trứng có tính chất di truyền. Carcinôm buồng trứng di truyền thường xảy ra sớm hơn 10 năm so với carcinôm buồng trứng không có tính di truyền, tuy nhiên tiên lượng có vẻ tốt hơn4, 5.
- Hội chứng ung thư vú-buồng trứng gia đình thường ảnh hưởng tới liên quan phả hệ bậc 1 và 2. Hội chứng này thường gặp ở phụ nữ trẻ, bướu buồng trứng thường ở 2 bên. Ở những phụ nữ này, nguy cơ bị mắc ung thư buồng trứng tăng gấp 2 đến 4 lần so với cộng đồng. Locus gen hiện diện trên chromosome 17 của gen BRCA14, 5
- Hội chứng Lynch II: carcinôm tuyến ở nhiều cơ quan, hiện diện đồng thời ung thư ở đại tràng, buồng trứng, nội mạc tử cung, vú và những ung thư khác của đường sinh dục4, 5
- Các nghiên cứu dịch tễ học cho thấy người bị ung thư vú có tần suất bị ung thư buồng trứng cao gấp 2 lần người khác và ung thư buồng trứng có tần suất bị ung thư vú cao gấp 3, 4 lần4, 5

## Giải phẫu bệnh
Phân chia bướu buồng trứng về mặt vi thể dựa vào nguồn gốc tạo mô:

### Bướu có nguồn gốc từ biểu mô
Ung thư bao gồm các loại:
- Bướu dịch thanh

1. Bướu tuyến bọc dịch trong
2. Bướu dịch trong giáp biên
3. Carcinôm tuyến bọc dịch trong

- Bướu dịch nhầy

1. Bướu tuyến bọc dịch nhầy
2. Bướu dịch nhầy giáp biên
3. Carcinôm tuyến bọc dịch nhầy
4. Carcinôm dạng nội mạc tử cung

- Carcinôm tuyến tế bào sáng
- Bướu Brenner
- Carcinôm không biệt hoá

Trong đó:
- 75% carcinôm buồng trứng có giải phẫu bệnh là carcinôm tuyến bọc dịch trong
- 20% carcinôm buồng trứng có giải phẫu bệnh là carcinôm tuyến bọc dịch nhầy
- 2% carcinôm buồng trứng là carcinôm tuyến tế bào sáng
- 1% carcinôm buồng trứng là bướu brenner
- 1% carcinôm buồng trứng là carcinôm kém biệt hoá

### Bướu mầm bào
- Bướu nghịch mầm
- Carcinôm phôi
- Bướu đa phôi
- Bướu xoang nội bì
- Bướu nguyên bào nuôi
- Bướu quái ác tính không trưởng thành
- Bướu tế bào mầm hỗn hợp

### Bướu có nguồn gốc từ dây sinh dục
- Bướu tế bào hạt và tế bào vỏ

1. Bướu tế bào hạt
2. Bướu tế bào vỏ
3. Bướu sợi

- Bướu tế bào Sertoli-Leydig
- Bướu nguyên bào sinh dục

## Đặc điểm lâm sàng của carcinôm buồng trứng
Khó chịu ở bụng, cảm giác nặng bụng, đầy bụng và bụng chướng là những triệu chứng thường gặp của carcinôm buồng trứng, ngoài ra cũng có thể gặp những triệu chứng khác là xuất huyết âm đạo, triệu chứng đường tiêu hoá như đi cầu bón, khó đi cầu do bướu lớn chèn ép vào thành trực tràng và đường tiết niệu như tiểu lắt nhắt....
Khi thăm khám, nếu là bướu lớn có thể sờ được trên bụng, bướu nhỏ nằm trong tiểu khung thì phải thăm khám âm đạo phối hợp với khám bụng. Khi ấy sẽ thấy: khối bướu tròn, chắc, căng, gõ đục, nằm giữa, trước hay cạnh tử cung, di động hay ít di động, độc lập với tử cung, bướu có thể xâm lấn vùng chậu hay không. Một số trường hợp bệnh nhân được phát hiện tình cờ lúc khám tổng quát.
Ở trẻ em, triệu chứng thường gặp là đau bụng, bụng sưng to, khối bướu vùng chậu.

## Chẩn đoán
Chẩn đoán ung thư buồng trứng dựa vào việc khám lâm sàng và các phương tiện cận lâm sàng.
Các triệu chứng của ung thư buồng trứng đã mô tả ở mục trên. Một số biểu hiện gợi ý bệnh ác tính, đó là bướu xâm lấn vùng chậu, báng bụng, bệnh nhân sụt cân, thiếu máu,...
Về cận lâm sàng, chẩn đoán ung thư buồng trứng dựa vào các phương tiện sau:

### Siêu âm bụng chậu
Giúp chẩn đoán khối bướu buồng trứng, khi nghi ngờ trên khám lâm sàng có thể thực hiện siêu âm vùng chậu qua ngã bụng và qua ngã âm đạo.
Siêu âm cho phép chẩn đoán khối bướu buồng trứng dựa trên những tiêu chuẩn nghĩ đến ác tính. Trong tất cả các trường hợp, siêu âm đòi hỏi phải rõ ràng, chính xác và hoàn hảo: kỹ thuật sử dụng, giai đoạn nào của chu kỳ kinh nguyệt, vị trí tổn thương, một hay hai bên buồng trứng, kích cỡ và cấu trúc khối bướu (dịch đồng nhất, hỗn hợp dịch và đặc, đặc đồng nhất...). Khi siêu âm cần mô tả: độ dày của thành, vách ngăn, chồi nhú trong nang hoặc ngoài nang, có tràn dịch màng bụng hay tụ dịch vùng douglas, hạch phì đại...

### CT scan và MRI
CT scan đặc biệt hữu ích khi chụp có thuốc cản quang đường uống hay đường tĩnh mạch. Nó cho phép đánh giá hạch sau phúc mạc ở vùng cạnh động mạch chủ và sự gieo rắc trong xoang phúc mạc và mạc treo ruột. Tuy nhiên đối với ung thư buồng trứng ở giai đoạn sớm, CT scan thường không mang lại những thông tin nào ngoài siêu âm cho nên không cần thực hiện một cách thường qui.
MRI cũng được chỉ định trong một số trường hợp đặc biệt: khối bướu có kích thước lớn, bệnh nhân quá mập, phụ nữ có thai, siêu âm có nhiều vấn đề phức tạp.

### Các dấu hiệu sinh học

#### CA-125
CA-125 là epitope cacbohydrate, kháng nguyên ung thư glycoprotein, một dấu hiệu sinh học của bướu trong huyết thanh.
CA-125 bình thường hiện diện ở lá phôi trong dẫn xuất từ biểu mô mầm, bao gồm phúc mạc, màng phổi và màng ngoài tim và màng ối. Biểu mô buồng trứng không biểu hiện hoạt tính CA-125.
Mức CA-125 trong huyết thanh là yếu tố quan trọng trong việc đánh giá khối bướu vùng chậu, đặc biệt đối với carcinôm buồng trứng. Mức CA-125 trong huyết thanh liên quan chặt chẽ với sự lan rộng của bướu, sự đáp ứng với điều trị và sự tái phát.
Mức CA-125 > 60u/ml giúp loại trừ những bệnh nhân không có bướu hoặc bướu lành với độ đặc hiệu là 98%, nhưng độ nhạy của xét nghiệm chỉ là 70% và giá trị tiên đoán chỉ đạt 2% khi tầm soát ở cộng đồng.
CA-125 được đo bằng các xét nghiệm miễn dịch, có nồng độ bình thường trong huyết thanh < 35 u/ml. Chỉ có 1% người bình thường có ca-125 > 35u/ml. 80% bệnh nhân bị carcinôm buồng trứng loại biểu mô không tiết nhầy có nồng độ ca-125 tăng cao5.
CA-125 có thể tăng cao trong 50% trường hợp ung thư buồng trứng giai đoạn I và trong 60% trường hợp ung thư buồng trứng giai đoạn II5.

#### Các dấu hiệu sinh học khác
- M-CSS: là một cytokine được tiết ra bởi tế bào carcinôm buồng trứng.
- OVX1: là một kháng nguyên glycoprotein có trọng lượng phân tử cao.
- Một số các dấu hiệu sinh học khác đã được sử dụng và nghiên cứu nhưng kết quả không tốt hơn các kháng nguyên trước đây, đó là: LASA, CA54-61, CA 72-4, CA-195, CA-50...

## Xếp giai đoạn
Ung thư buồng trứng được xếp giai đoạn theo FIGO (Federation Internationale de Gynecology et d'Obstetric)
- Giai đoạn I: khu trú ở buồng trứng
  - Giai đoạn IA: một buồng trứng, không báng bụng, không có bướu trên mặt ngoài buồng trứng, vỏ bao buồng trứng còn nguyên
  - Giai đoạn IB: cả hai buồng trứng, không báng bụng, không có bướu trên mặt ngoài, vỏ bao còn nguyên
  - Giai đoạn IC: IA hoặc IB kèm bướu trên bề mặt của một hoặc hai buồng trứng, hoặc vỏ bao vỡ, hoặc báng bụng có chứa tế bào ác tính trong dịch rửa phúc mạc
- Giai đoạn II: bướu ở một hoặc hai buồng trứng có thêm ăn lan vùng chậu
  - Giai đoạn IIA: ăn lan và/hoặc di căn tử cung và/hoặc vòi trứng
  - Giai đoạn IIB: ăn lan các mô khác của vùng chậu
  - Giai đoạn IIC: IIA hoặc IIB kèm bướu trên bề mặt của một hoặc hai buồng trứng, hoặc vỏ bao vỡ hoặc báng bụng có chứa tế bào ác tính, hoặc dịch rửa phúc mạc
- Giai đoạn III: bướu ở một hoặc hai buồng trứng lan tới ruột non, di căn mạc nối trong vùng chậu hoặc trong phúc mạc, các hạch sau phúc mạc, hạch bẹn, di căn bề mặt gan
  - Giai đoạn IIIA: khu trú ở vùng chậu, hạch (-) nhưng vi thể có ăn lan phúc mạc
  - Giai đoạn IIIB: khu trú một hay hai buồng trứng, ăn lan phúc mạc không quá 2 cm đường kính, hạch (-)
  - Giai đoạn IIIC: ăn lan phúc mạc > 2 cm đường kính và hoặc hạch bẹn hay hạch sau phúc mạc (+)
- Giai đoạn IV: di căn xa, tràn dịch màng phổi tế bào học (+), di căn nhu mô gan...